# Zoltán Lengyel
Pour les articles homonymes, voir Lengyel (homonymie).
Zoltán Lengyel, né le 25 avril 1995 à Pécs, est un coureur cycliste hongrois.

## Palmarès
- 2012
  - 2e du championnat de Hongrie du contre-la-montre juniors
- 2014
  -  Champion de Hongrie du contre-la-montre par équipes (avec János Pelikán et Balázs Rózsa)
  - 2e du championnat de Hongrie du contre-la-montre espoirs
  - 3e du Tour of Vojvodina I
- 2015
  - 2e du championnat de Hongrie du contre-la-montre espoirs

## Classements mondiaux
| Année           | 2014   |
| --------------- | ------ |
| UCI Europe Tour | 1 028e |